# ジョシュ・ウィリアムズ
ジョシュ・ウィリアムズ（Josh Williams、1988年4月18日 - ）は、アメリカ合衆国出身のサッカー選手。コロンバス・クルー所属。ポジションはDF。

## クラブ経歴
2010年春、メジャーリーグサッカーに所属するカンザスシティ・ウィザーズのトライアルに参加した。またコロンバス・クルーのリザーブチームの試合にも出場した。
2010年9月16日、コロンバス・クルーと契約を締結。9月29日、CONCACAFチャンピオンズリーグのCSDムニシパル戦でプロデビュー。
2014年12月8日、金銭トレードでニューヨーク・シティFCに移籍。
2015年7月31日、ウェイバー公示の後、トロントFCに指名された。
2016年12月22日、再エントリードラフトの2巡目で古巣コロンバス・クルーに指名された。

## タイトル

### クラブ
トロントFC
- カナディアン・チャンピオンシップ: 2016
- イースタン・カンファレンス (プレーオフ): 2016